# Єжи Здзеховський
Є́жи Здзехо́вський герба Равич (27 серпня 1880, с. Роздол, Балтський повіт — 25 квітня 1975, Краків) — польський політик і економіст, депутат Сейму першої каденції в Другій Польській республіці.

## Життєпис
Народився в родині землевласників. Син Чеслава Здзеховського й Зофії Дорожинської. Гімназію закінчив в Одесі, академію — в Антверпені. Як голова громадянського комітету Люблінської губернії був членом Центрального громадянського комітету Королівства Польського в Росії 1915 року. 1916 року — віцеголова Ради З'їзду Польських організацій допомоги жертвам війни в Москві. Був членом Ліквідаційної комісії зі справ Королівства Польського. Був членом Народного Польського комітету. У квітні 1917 року був членом Тимчасового уряду Союзу військових поляків Мінського гарнізону (фактично Західного фронту). У 1917—1918 роках був одним із провідників Польської ради Міжпартійного об'єднання в Санкт-Петербурзі. Був співорганізатором східних корпусів Війська Польського на Сході. Був членом Народної Ліги.
По війні — діяч Людово-народного союзу й Народного сторонництва. Був одним з організаторів невдалої спроби державного перевороту в Польщі в січні 1919 (так званий путч Янушайтіса), скерованого проти уряду Єнджея Морачевського. Був учасником 1-ї Юдологічної конференції, організованої товариством «Розвиток» („Rozwój“), 4—8 грудня 1921 року. У 1925—1926 роках займав пост міністра фінансів. У 1922—1927 роках — депутат Сейму від Людово-народного союзу. У 1926—1933 роках — член Ради Табору Великої Польщі. Уночі з 30 вересня на 1 жовтня 1926 року його було жорстоко побито в його власному помешканні у Варшаві. Побиття виконали люди в мундирах, що їх особистості не встановлено й досі. Був в опозиції до урядів санації; був також одним із головних натхненників бюджетних обструкцій. Багато тогочасних публіцистів (хоч і не безпосередньо) Юзефа Пілсудського у виданні розпорядження з настрашення Здзеховського. Відразу ж після нападу отримав Галлерівські Мечі (Пам'яткову відзнаку Армії генерала Галлера).
Працював у кількох управліннях господарчих союзів. По нападі Третього Рейху й СРСР на Польщу подався на еміграцію, перебував у Лондоні. Був членом Польського наукового товариства за кордоном (від 1955 року).
Здзеховський — автор багатьох праць, здебільшого економічного напрямку. 1933 року під псевдонімом В. М. Демборуг видав повість «Чеки без покриття» (видавництво „Rój”, Варшава), яку свідомо стилізував під прозу популярного в 1930-х роках письменника Тадеуша Доленґи-Мостовича. Через це пізніше літературні критики приписували цей твір Мостовичеві. Ця повість була гострою критикою санаційних урядів.
Його жінкою була Марта Блавдзевич, дочка Мечислава й Клементини (до шлюбу Цюндзевіцької, сестри Михайла Цюндзевицького). Мав єдину дочку — Марію, дружину Яна Андрія Сапіги (1910—1989), авторку споминів про себе й свого батька.